# Nemesis (álbum)
Nemesis es el décimo quinto álbum de estudio de la banda finlandesa, Stratovarius. Salió a la venta el 22 de febrero de 2013. Es el primer álbum de Stratovarius que cuenta con el nuevo baterista Rolf Pilve, quien reemplazó a Jörg Michael en 2012. Descrito por Timo Kotipelto como reflejo del nuevo estilo de la banda, el álbum fue producido y mezclado por Matias Kupiainen y masterizado por Mika Jussila en los estudios Finnvox. En una semana, el álbum llegó al puesto número 3 en Finlandia. El álbum está compuesto por 11 canciones, (13 en la edición limitada), (14 en la edición de Japón) y 14 en la edición en vinilo. En el 2014 se volvió a publicar el álbum con un DVD llamado "Nemesis Days" en Japón con 15 canciones. 
«Halcyon Days» fue elegida para realizar un videoclip y se publicó en marzo de 2013 para promocionar el álbum. Otros 3 vídeos se publicaron posteriormente. «Unbreakable», «If The Story Is Over», «Abandon» y «Dragons». 

## Listado de canciones
1. «Abandon» - 4:52
2. «Unbreakable» - 4:40
3. «Stand My Ground» - 4:15
4. «Halcyon Days» - 5:30
5. «Fantasy» - 4:20
6. «Out of the Fog» - 7:00
7. «Castles in the Air» - 6:05
8. «Dragons» - 4:05
9. «One Must Fall» - 4:28
10. «Fireborn» (extra en edición limitada) - 4:45
11. «Hunter» (extra en edición limitada) - 3:31
12. «If the Story Is Over» - 6:06
13. «Nemesis» - 6:35
14. «Old Man And The Sea» (extra en edición limitada en vinilo) - 4:11

En Japón se publicaron los siguientes temas extras:
1. «Kill It With Fire» - 4:53
2. «Fireborn» - 4:45
3. «Hunter» - 3:31

## Formación
- Timo Kotipelto – voz
- Jens Johansson – teclados
- Matias Kupiainen – guitarras, producción
- Lauri Porra – bajo
- Rolf Pilve – baterías y percusión
- Mikko Karmila – mezclas

### Artistas invitados
- Jani Liimatainen - coros
- "Tuomas Wäinölä" - Guitarra acústica (canción 15)